# 湯本豪一
湯本 豪一（ゆもと こういち、1950年7月2日 - ）は、日本の民俗学者、日本風俗史家。

## 来歴
東京都墨田区に生まれる。1977年に法政大学大学院（日本史学）修士課程を修了した。川崎市市民ミュージアム学芸員、学芸室長を歴任した。妖怪研究、収集を行うかたわら、大学で妖怪などについて教える。
2019年4月、広島県三次市に「湯本豪一記念日本妖怪博物館（三次もののけミュージアム）」がオープンした。

## 編著書
- 『近代造幣事始め』駿河台出版、1987年
- 『明治ポンチ本一覧』（編） 美術同人社、1993年
- 『第四次『東京パック』要覧 目次一覧および人名索引』（編）美術同人社、1995年
- 『図説明治事物起源事典』柏書房、1996年
- 『江戸漫画本の世界（編）日外アソシエーツ、1997年
- 『図説幕末明治流行事典』柏書房、1998年
- 『明治妖怪新聞』（編）柏書房、1999年　
  - 改題『帝都妖怪新聞』角川ソフィア文庫、2011年
- 『図説明治人物事典 政治家・軍人・言論人』（編）日外アソシエーツ、2000年
- 『図説明治人物事典 文化人・学者・実業家』（編） 日外アソシエーツ、2000年
- 『地方発明治妖怪ニュース』（編）柏書房、2001年
- 『妖怪あつめ』角川書店、2002年
- 『妖怪と楽しく遊ぶ本 日本人と妖怪の意外な関係を探る』河出書房新社〈KAWADE夢新書〉、2002年
- 『江戸の妖怪絵巻』光文社〈光文社新書〉、2003年
- 『妖怪百物語絵巻』（編著）国書刊行会、2003年
- 『日本幻獣図説』河出書房新社、2005年（講談社〈講談社学術文庫〉、2023年）
- 『百鬼夜行絵巻 妖怪たちが騒ぎだす』小学館〈アートセレクション〉、2005年
- 『明治もののはじまり事典』柏書房〈絵で見る歴史シリーズ〉、2005年
- 『明治ものの流行事典』柏書房〈絵で見る歴史シリーズ〉、2005年
- 『続・妖怪図巻』（編著）国書刊行会、2006年
- 『図説江戸東京怪異百物語』河出書房新社〈ふくろうの本〉、2007年
- 『明治期怪異妖怪記事資料集成』（編）国書刊行会、2009年
- 『図説・円と日本経済 幕末から平成まで』国書刊行会、2010年
- 『風刺漫画で日本近代史がわかる本』草思社、2011年
- 『今昔妖怪大鑑 湯本豪一コレクション』パイインターナショナル、2013年

### 共編著
- 『明治漫葉集』（清水勲と共編）文藝春秋、1989年
- 『外国漫画に描かれた日本』（清水勲との共著）丸善ブックス、1994年
- 『漫画と小説のはざまで 現代漫画の父・岡本一平』（清水勲との共著）文藝春秋、1994年
- 『美術館・博物館は「いま」 現場からの報告24篇』（編） 日外アソシエーツ〈日外教養選書〉1994年
- 『続・美術館・博物館は「いま」 (機構・運営の理想と現実)』（編）日外アソシエーツ〈日外教養選書〉、1996年
- 『日本の図像 神獣霊獣』（狩野博幸との共著）ピエ・ブックス、2009年
- 『日本の不思議伝説大図鑑 こわい!びっくり! 雪女・河童から平将門まで』（監修） PHP研究所、2013年

### 翻訳
- ジョー・クリブ『コインと紙幣の事典』日本語版監修 あすなろ書房 〈「知」のビジュアル百科〉、2006年